# Хуррито-урартские языки
Хурри́то-ура́ртские языки́ — вымершая семья языков, носители которой проживали на Армянском нагорье, Ближнем Востоке, на севере Месопотамии и на юго-востоке Малой Азии, а также в Закавказье. Семья состояла из двух языков — хурритского и урартского.
По части морфологии это языки агглютинативного и эргативного строя, что сближает их с шумерским и другими вымершими неиндоевропейскими и несемитскими языками древнего Ближнего Востока. Отличались весьма сложной морфологией глагола.
По предположению И. М. Дьяконова и С. А. Старостина, хуррито-урартские языки родственны современным северокавказским (нахско-дагестанским) языкам. В своей работе 1988 года они, в частности, привели около 170 соответствий хуррито-урартским словам-корням, обнаруженных в языках нахско-дагестанской группы,  в первую очередь в нахских и лезгинских языках. Эту гипотезу оспаривала А. Камменхубер — крупнейший специалист по хурритскому языку.
Как утверждал в 2011 году А. С. Касьян, обнаружение новых текстов на хурритском языке, а также развитие северокавказского сравнительно-исторического языкознания сделали эту гипотезу менее признанной. В 2014 году, однако, он же полагал возможным включение хуррито-урартских языков в гипотетическую синокавказскую макросемью, предложенную С. А. Старостиным в 1980-х годах, что делало бы хуррито-урартские языки дальними родственниками северокавказского, енисейского и сино-тибетских протоязыков.
В 1968 году И. М. Дьяконов указывал на значительное структурное сходство между хуррито-урартскими и тирренскими языками, однако вопрос об их родстве остаётся спорным в связи с почти полным отсутствием прямых морфологических совпадений. Кроме того, по его мнению, хурритский язык оказал влияние на хеттский язык, а урартский — на армянский язык.
Дьяконов полагал, что древнеармянский язык (грабар) содержал огромный пласт субстратной лексики, сохранённой местным населением Армянского нагорья при его переходе на индоевропейский протоармянский язык — по его мнению, хуррито-урартское происхождение могло иметь несколько сот неэтимологизированных слов древнеармянского языка. Эти слова, однако, не относятся к основному словарному фонду, и поэтому древнеармянский, по его убеждению, не может считаться родственным хуррито-урартским языкам. Дьяконов также отмечал, что фонетика древнеармянского языка в значительной мере воспроизводила фонетику урартского языка.
Исследователи этеокипрского языка отмечают формальное сходство ряда морфем этого языка с хурритскими. Вопрос о родстве окончательно не решён ввиду незавершённости дешифровки кипро-минойского письма и недостаточной изученности языка, а также хронологического разрыва.
Арно Фурне и Аллан Бомхард (2010) полагают, что хуррито-урартский и индоевропейский праязыки имеют так много параллелей в корнях глаголов и формах грамматики, что это сходство не может быть случайным и они скорее всего возникли из некоего общего источника. Эта гипотеза была подвергнута критике хеттологом А. С. Касьяном, который считает очевидным, что хуррито-урартские и индоевропейские языки генетически никак не связаны. Энциклопедия Британника в статье 2003 года считает хурритский и урартский неиндоевропейскими языками. 